# Isotretinoína
La isotretinoína es un fármaco prescrito en el tratamiento del acné severo o quístico, así como ciertas enfermedades cutáneas graves como rosácea grave, granuloma anular generalizado y acné nodular que no ha tenido respuesta a los tratamientos convencionales. También es prescrito en algunos tipos de cáncer, como el cáncer cerebral, el cáncer de piel y neuroblastoma. Se clasifica como un retinoide, derivado de la vitamina A, que inicialmente fue desarrollado como un medicamento de quimioterapia.

## Historia
La isotretinoína fue desarrollada en la década de 1960 por científicos de la empresa suiza Hoffmann-La Roche, los cuales investigaron compuestos derivados de la vitamina A que pudieran ser más eficaces en el tratamiento del acné. La purificación para aislar el enantiómero trans de la vitamina A en un compuesto más activo es llamado isotretinoína. En 1971, el grupo de Stuttgen determinó que una dosis de 10 mg/día mejora el acné. Posteriormente, Peck y Cols, demostró mejores resultados con dosis de 1 mg/kg, por lo cual se propuso este fármaco como terapia antiacné.
En 1982, la isotretinoína recibió la aprobación de la Administración de Alimentos y Medicamentos de los Estados Unidos (FDA) bajo el nombre comercial de Accutane ®. Este medicamento se convirtió rápidamente en una opción de tratamiento de primera línea para el acné severo, aunque su uso estaba sujeto a estrictas regulaciones debido a su potencial teratogénico. El compuesto sintético proveía un beneficio terapéutico superior a la vitamina A en el tratamiento del acné, a la vez que produce menos efectos secundarios. En febrero de 2002 las patentes de Roche sobre la Isotretinoína expiraron y hoy en día existen otras compañías que proveen sus propias copias del medicamento.

## Dosis
La dosis de isotretinoína se calcula con base en el peso del paciente y la gravedad de la enfermedad. Las dosis varían entre 0,5 mg/kg/día hasta 2 mg/kg/día dividido en dos dosis, y los tratamientos dermatológicos duran entre cuatro a seis meses, habitualmente. En lo posible, no se debe extender el tratamiento más de nueve meses debido a que la eficacia aparente y los efectos adversos están relacionados con la dosis acumulativa de la isotretinoína. Se estima que un tratamiento debe alcanzar una dosis acumulativa total de 120–150 mg/kg para ser efectiva. En casos de acné severo o recurrente se puede iniciar un segundo tratamiento con un intervalo no menor a ocho semanas después del tratamiento inicial. Tratamientos más cortos, con mayor dosis o cursos dobles sin interrupción pueden no ser efectivos y aumentan la manifestación de efectos adversos.

## Farmacocinética

### Vías de administración
- Vía oral
- Tópico

### Forma farmacéutica
Cápsulas 10, 20 mg
Gel para uso tópico 0.05 %

### Absorción
La isotretinoína es un medicamento lipofílico, que se absorbe en el intestino delgado por difusión pasiva, de forma similar a la vitamina A. La biodisponibilidad es del 25 %

### Distribución
Se une a la albúmina en un 99.9 %. El volumen de distribución aparente de la isotretinoína es de aproximadamente 200 litros. El fármaco se distribuye ampliamente en el organismo, incluyendo la piel, las glándulas sebáceas y otras áreas afectadas por el acné. La concentración máxima  (Cmáx) entre 2 y 3 horas después de ingerir el medicamento. Se acumula en los tejidos adiposos, la piel y otros órganos, (secuestro farmacológico) y el efecto prolongado hasta 30 días después de terminar el tratamiento.

### Metabolismo
El hígado la degrada en dos metabolitos por el sistema de Citocromo P450:
CYP2C: Específicamente la isoforma CYP2C8, está involucrada en la oxidación de la isotretinoína a su metabolito activo principal, conocido como: 4-oxo-isotretinoína.
Aldo-Keto reductasa (AKR): después de la oxidación por CYP2C8, la 4-oxo-isotretinoina se reduce a ácido 13-cis-retinoico por una enzima de la familia de las aldolasa-keto reductasas. Varios miembros de esta familia enzimática, incluyendo AKR1 pueden estar involucrados en esta etapa final de la conversión.

### Excreción
Aproximadamente el 60 % a 70 % de la dosis de isotretinoína administrada se excreta en forma de metabolitos en la orina, mientras que aproximadamente el 20 % a 30 % se excreta en heces.
La vida media está entre 10 - 20 horas. Sin embargo, la eliminación completa del fármaco después de finalizar el tratamiento puede tardar entre 1 y 2 meses debido a su acumulación en los tejidos grasos. Además, los cambios que ha inducido en la piel y en las glándulas sebáceas pueden persistir durante meses o incluso años.

## Preparaciones
La isotretinoína se comercializa bajo el nombre de muchas marcas con distintos fabricantes. Algunas de estas marcas son:
Accure ® (Laboratorio Alphapharm)
Roacutan ® (Laboratorio Roche)
Aknenormin ® (Laboratorio Hermal)
Amnesteem ® (Laboratorio Mylan)
Ciscutan ® (Laboratorio Pelpharma)
Claravis ® (Laboratorio Barr Pharmaceuticals)
Clarus ® (Laboratorio Prepharm)
Isdiben ® (Laboratorio Isdin)
Isoface ® (Laboratorio Procaps)
Isohexal ® (Laboratorio Hexal Australia)
Istretinoin-A ® (Laboratorio Pharmathen)
Isosupra ® (Laboratorio SMB Laboratories)
Isotane ® (Laboratorio Pacific Pharmaceuticals)
Isotroin ® (Laboratorio Cipla)
Oratane ® (Laboratorio Douglas Pharmaceuticals)
Atretin ® (Laboratorio Lafrancol)
Nimegen ® (Laboratorio Médica Korea)
Acnotin ® (Laboratorio Mega Lifesciences)
Ruatine ® (Laboratorio United Pharmaceutical)
Sotret ® (Laboratorio Ranbaxy)
También está disponible en presentación tópica del 0,05 %, comercializada por Stiefel bajo el nombre comercial Isotrex o Isotrexin (con eritromicina), Sotret Gel de Ranbaxy y Isotroin Gel de Cipla.

## Farmacodinamia

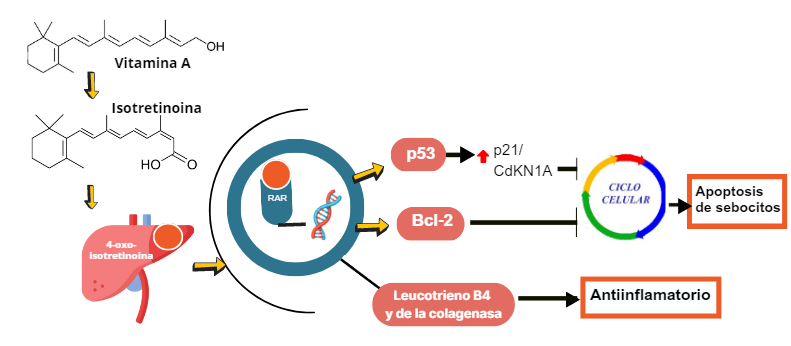
Figura 1. Mecanismo de acción. La isotretinoína actúa por medio de los receptores de ácido retinoico (RAR) y receptores de retinoides X (RXR), los cuales aumentan la expresión de la proteínas Bcl-2 y p53 en las glándulas sebáceas promoviendo la formación de la proteína inhibitoria p21 la cual se unen al complejo CdKN1A e inhibe el ciclo celular ocasionando apoptosis en los sebocitos SEB-1 responsables de la síntesis del sebo

En el mecanismo de acción de la isotretinoína se ha propuesto que induce apoptosis por la vía p53 y BCL-2 en las células de las glándulas del Meibomio, las células del hipotálamo, las células del hipocampo y principalmente en las glándulas sebáceas (Figura 1), reduciendo el tamaño de estas y por lo tanto, disminuyendo la producción de sebo después de 8 semanas de tratamiento.
La regulación de expresión génica de la isotretinoína afecta múltiples procesos biológicos. La isotretinoína actúa por medio de los RAR (receptores de ácido retinoico) y RXR (receptores de retinoides X), los cuales aumentan la expresión de la proteínas p53 en las glándulas sebáceas de los pacientes tratados. La proteína p53 es un factor de transcripción que se reexpresa, promoviendo así la formación del inhibidor p21. Algunos estudios describen que esta proteína inhibitoria se une al complejo CYC/CDK inhibiendo su función fisiológica. El complejo CYP/CDK funciona como desacoplante de la proteína RB que normalmente se encuentra unida al factor de transcripción E2F deteniendo el ciclo celular y provocando la apoptosis en los sebocitos SEB-1 responsables de la síntesis del sebo, lo que mejora el cuadro clínico del acné.
En estudios adicionales se demostró que el Factor de transcripción FOX03 aumenta e induce la expresión del ligando TRAIL (Ligando Inductor de Apoptosis Relacionado con TNF) y NGAL (Lipocaina Asociada a gelatinasa de neutrófilos) los cuales activan las caspasas y contribuyen al efecto apoptotico en varias células tumorales. Debido a su falta de toxicidad TRAIL se expresa de manera constitutiva en muchos tejidos humanos.

### Efectos farmacológicos
Reducción de la producción de sebo: La isotretinoína disminuye la producción de sebo por las glándulas sebáceas de la piel, lo que ayuda a controlar la producción excesiva de grasa y a reducir la obstrucción de los poros. Esto beneficia más en el tratamiento del acné severo y resistente.
Efecto antiinflamatorio: Disminuye la respuesta inflamatoria en los folículos pilosebáceos, lo que mejora la apariencia de las lesiones inflamatorias y reduce el enrojecimiento de la piel.
Normalización de la queratinización: La isotretinoína disminuye la queratinización de la piel, evitando la formación de tapones y comedones que obstruyen los poros. Ayuda a regular la diferenciación de las células de la piel, evitando la acumulación excesiva de queratina y la formación de comedones.
Efecto sobre la flora bacteriana: La isotretinoína reduce la colonización de bacterias implicadas en el desarrollo del acné, como Cutibacterium acnes.

## Interacciones
Ver Interacción farmacológica
| Fármacos que interaccionan con Isotretinoina | |
| Fármaco                                      | Resultados de la interacción                                                                               |
| Retinol o Retinoides                         | Farmacocinética: Riesgo de hipervitaminosis A, pudiendo potenciar los efectos tóxicos de la isotretinoína. |
| Tetraciclinas                                | Farmacocinética: Aumenta el riesgo de presión intracraneal elevado                                         |
| Antibióticos con sulfamidas                  | Farmacocinética: Riesgo de hipertensión intracraneal idiopático                                            |

| Interacciones metabólicas                | |
|                                          | Resultados de la interacción |
| Consumo de alcohol                       | Farmacocinética: Puede potenciar los efectos hipertrigliceridémicos de la isotretinoína, por lo que la determinación de un perfil lipídico se debe posponer al menos 36 horas después del consumo |
| Alimentos                                | Farmacocinética: La absorción se ve aumentada cuando se toma con alimentos ricos en grasas |
| Embarazo                                 | Farmacocinética: Teratogénico |
| Exposición solar y lámparas de bronceado | Farmacocinética: Aumenta sensibilidad de la piel al sol, lo que aumenta el riesgo de quemaduras solares y daño cutáneo                                                                            |

## Usos médicos
La indicación principal de la isotretinoína es el tratamiento del acné vulgaris quístico grave y en algunos casos en acné que sean resistentes a otros tratamientos. Ha demostrado eficacia en el tratamiento de la hidradenitis supurativa y se ha propuesto como coadyuvante de la ictiosis arlequín, ictiosis lamelar y en xerodermia pigmentosa para aliviar la queratosis. Por otra parte, se prescribe para fibrodisplasia osificante progresiva y para el tratamiento de neuroblastoma, una forma de cáncer nervioso.

### Acné vulgaris quístico grave
Acné vulgaris quístico grave, su aplicación diaria permite la eliminación incluso las formas extensas en pocos meses. Actúan limitando la formación de comedones y su efecto secundario más frecuente es la sequedad en piel y mucosas.

### Hidradenitis supurativa
Hidradenitis supurativa, funciona como coadyuvante en el tratamiento con diversos medicamentos biológicos, como infliximab y adalimumab.

### Neuroblastoma
Neuroblastoma, se utiliza como parte del tratamiento en algunos casos. Se administra después de que se haya realizado la cirugía y la quimioterapia inicial.

## Efectos adversos

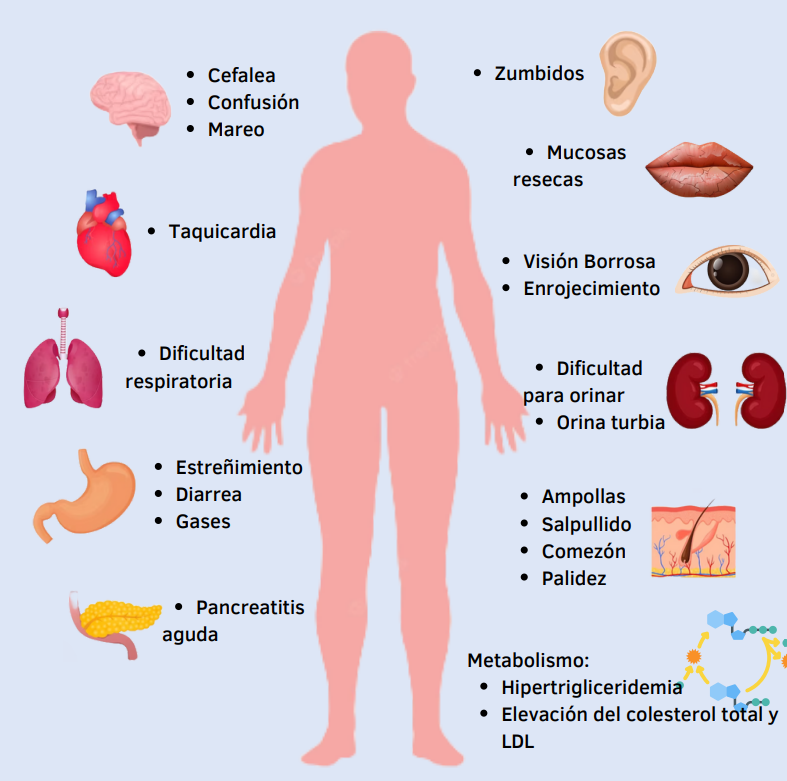
Efectos adversos más frecuentes

Mientras más alta sea la dosis, mayor será la toxicidad. La toxicidad de la isotretinoína se asemeja a la toxicidad de la vitamina A y es acumulativa.
Los siguientes efectos adversos han sido reportados como persistentes en algunos pacientes en quienes se produjeron incluso después de suspender el tratamiento: alopecia (pérdida del pelo), artralgias (dolor en las articulaciones), disminución de la visión nocturna, enfermedad inflamatoria intestinal, enfermedad degenerativa del disco, queloides, osteopenia, hiperlipidemia, disfunción eréctil, trastornos psiquiátricos, sequedad en los ojos, y «piel seca». Se ha reportado que altas dosis de isotretinoína causan rosácea. Se desconoce cómo estos efectos secundarios/adversos pueden ser permanentes, pero varios estudios han mostrado que la isotretinoína induce la apoptosis (muerte celular) en varias células. La isotretinoína fue una de las drogas discutidas en un reciente estudio examinando efectos secundarios epigenéticos (por ejemplo, metilación del ADN) de productos farmacéuticos comunes.
| Reacciones adversas a isotretinoina |                 | |
| Sistema implicado                   | Grupo CIOSM     | Tipo de reacción |
| Digestivo                           | Muy frecuentes  | - Estreñimiento - Diarrea - Gases o distensión abdominal - Mareo y vómito                                                                       |
| Digestivo                           | Frecuentes      | - Pancreatitis - Xerostomía |
| Digestivo                           | Poco frecuentes | - Pérdida del apetito |
| Digestivo                           | Raros           | - Dolor en la parte superior derecha del abdomen - Úlceras esofágicas                                                                           |
| Digestivo                           | Muy raros       | - Aumento de peso inexplicable |
| Sistema Nervioso                    | Muy frecuentes  | - Depresión - Ansiedad |
| Sistema Nervioso                    | Frecuentes      | - Comportamiento agresivo |
| Sistema Nervioso                    | Poco frecuentes | - Alucinaciones auditivas |
| Sistema Nervioso                    | Raros           | - Convulsiones |
| Sistema Nervioso                    | Muy raros       | - Trastornos de la voz |
| Sistema tegumentario                | Muy frecuentes  | - Queilitis - Labios secos - Xerosis |
| Sistema tegumentario                | Frecuentes      | - Queilitis |
| Sistema tegumentario                | Poco frecuentes | - Ampollas - Sarpullido - Comezón - Urticaria - Hinchazón de ojos, cara, labios, lengua, garganta, brazos, manos, pies, tobillos y pantorrillas |
| Sistema tegumentario                | Raros           | - Ictericia en la piel o los ojos - Palidez |
| Sistema reproductivo                | Muy frecuentes  | - Teratogénesis - Aborto espontáneo |
| Sistema reproductivo                | Frecuentes      | - Cambios menstruales - Disminución de la lubricación vaginal                                                                                   |
| Sistema reproductivo                | Poco frecuentes | - Disfunción eréctil - Trastornos de la espermatogénesis - Disminución de la libido - Infertilidad                                              |

Adicionalmente, se han reportado múltiples efectos adversos oculares asociados al uso de isotretinoína. En estudios in vitro se ha demostrado que inhibe la proliferación celular, altera la expresión génica, promueve los mediadores inflamatorios y la expresión de proteasas, además de inducir la apoptosis en la glándula de Meibomio y de Zeiss, pues estas son glándulas sebáceas. Tiene efectos similares en otras glándulas excretoras de fluidos lubricantes que facilitan el parpadeo, como la glándula de Moll y las que se encuentran en el ducto nasolacrimal.
Por lo general, el uso de isotretinoína puede ocasionar queratoconjuntivitis seca, blefaroconjuntivitis y disfunción de la glándula de Meibomio y más raramente, podría generar fotofobia, opacidades corneales e incluso papiledema.

## Contraindicaciones
- Mujeres embarazadas o en periodo de lactancia.
- El uso está contraindicado en pacientes menores de 8 años.
- Pacientes con hipervitaminosis A preexistente.
- Pacientes con valores excesivamente elevados de lípidos en sangre.
- Pacientes con insuficiencia hepática, hiperlipidemia, hipervitaminosis A, hipersensibilidad a isotretinoína o a cualquier excipiente que contengan las cápsulas. Pacientes con tratamiento simultáneo con tetraciclinas: existe un riesgo de hipertensión intracraneal benigna (pseudotumor cerebral).

## Precauciones
- Si se producen cambios psiquiátricos durante el tratamiento, debe suspenderse, informar al médico que ha prescrito el fármaco y buscar el consejo de un psiquiatra.
- La isotretinoína no se recomienda en menores de 12 años.
- Requiere monitoreo sérico de triglicéridos, función pancreática y glicemia.

## Controversias
Hay dudas sobre los posibles efectos psiquiátricos de la isotretinoína hasta la fecha. Entre estos se citan la depresión, la ansiedad e incluso la idealización suicida y otros tan llamativos como el comportamiento agresivo, psicótico o las convulsiones.
Existen estudios que presentan asociaciones a favor y en contra pero en general, son de carácter inconsistente. Este tema es particularmente delicado, ya que los pacientes tratados con isotretinoína pueden encontrarse en etapa adolescente y ser, por tanto, vulnerables a una autoimagen desfavorable y simultáneamente presentar concomitancia con situaciones que exacerban posibles complicaciones psiquiátricas.
Por otra parte, algunas personas pueden exceder el consumo de la isotretinoína por diferentes razones, como la búsqueda de resultados más rápidos o una piel completamente libre de acné. Esto puede llevar a un consumo prolongado del medicamento sin supervisión médica lo cual puede provocar complicaciones graves. Hay varias opciones de tratamiento cuando está en fase leve. Por tal motivo, la administración de este fármaco como primera línea de tratamiento debe ser evaluada individualmente por un médico especializado.